# Gare de Sakurajima
La gare de Sakurajima (桜島駅, Sakurajima-eki) est une gare ferroviaire terminus située dans l'arrondissement de Konohana, à Osaka au Japon. Elle est exploitée par la compagnie JR West.

## Situation ferroviaire
Gare en cul-de-sac, Sakurajima est située au point kilométrique (PK) 4,1 de la ligne Sakurajima (également appelée ligne JR Yumesaki).

## Histoire
La gare a été inaugurée le 15 avril 1910.

## Service des voyageurs

### Accueil
La gare dispose d'un bâtiment voyageurs, avec guichets, ouvert tous les jours.

### Desserte
- Ligne Sakurajima (Ligne JR Yumesaki) :
  - voies 1 et 2 : direction Nishikujō (interconnexion avec la ligne circulaire d'Osaka pour Osaka et Tennōji)

## Dans les environs
- Universal Studios Japan